# Vilken är den stora skara
Vilken är den stora skara är en ursprungligen tysk psalmtext av Heinrich Theobald Schenk. Texten har sex strofer till vardera två verser. 
Den tyska texten författades till musik komponerad av Wolfgang Amadeus Mozart och används också till den svenska översättningen. Psalmen är satt i 4/4-dels takt bör sjungas Andantino.

## Publicerad i
- Svenska Missionsförbundets sångbok 1920, nr 751
- "Svenska skolkvartetten." För fyrstämmig skolkör, utgiven av musiklärarna vid Stockholms högre allmänna läroverk (1946).